# 巴布·歐頓
巴布·歐頓（英語：Bob Orton，1929年7月21日—2006年7月16日），本名老羅伯特·基思·歐頓（英語：Robert Keith Orton, Sr.），是美國已故的職業摔角選手。巴布·歐頓是麗塔·歐頓的丈夫、小巴布·歐頓和巴瑞·歐頓的父親以及蘭迪·歐頓的祖父。

## 個人生活
1950年1月22日，巴布·歐頓與麗塔結婚，並育有三名子女：小巴布·歐頓、巴瑞·歐頓及朗達·歐頓。巴布·歐頓也是曾是多次WWE世界重量級冠軍的蘭迪·歐頓的祖父。
巴布·歐頓與名人堂選手巨人安德烈為熟是多年的好友。

## 退休
巴布·歐頓於2000年7月退休，並於美國內華達州克拉克縣拉斯维加斯度過餘生。

## 冠軍及成就

### 美國摔角協會
- AWA中西重量級冠軍（英语：AWA Midwest Heavyweight Championship）（兩次）
- AWA中西雙打冠軍（英语：AWA Midwest Tag Team Championship）（三次）
- 內布拉斯加重量級冠軍（英语：Nebraska Heavyweight Championship）（一次）

### 國家摔角聯盟
- NWA美中重量級冠軍（英语：NWA Central States Heavyweight Championship）（兩次）
- NWA北美雙打冠軍 (美中)（英语：NWA North American Tag Team Championship）（一次）
- NWA美國重量級冠軍 (美中)（英语：NWA United States Heavyweight Championship (Central States version)）（一次）
- NWA佛州雙打冠軍（英语：NWA Florida Tag Team Championship）（六次）
- NWA南方重量級冠軍 (佛州)（英语：NWA Southern Heavyweight Championship (Florida version)）（四次）
- NWA世界雙打冠軍 (佛州)（英语：NWA World Tag Team Championship (Florida version)）（兩次）
- NWA德州雙打冠軍（英语：NWA Texas Tag Team Championship）（一次）
- NWA南方重量級冠軍 (喬治亞)（英语：NWA Southern Heavyweight Championship (Georgia version)）（一次）
- NWA南方重量級冠軍（英语：NWA Southwest Heavyweight Championship）（一次）
- NWA密蘇里重量級冠軍（英语：NWA Missouri Heavyweight Championship）（一次）